# شو شیانگ
شو شیانگ (انگلیسی: Xu Xiang؛ زادهٔ ۲۹ نوامبر ۱۹۷۲)  تیرانداز زن اهل چین بود. وی در بازی‌های المپیک تابستانی ۱۹۹۶ حضور داشته‌است.